# Nikolaj Voznesenskij
Nikolaj Voznesenskij, född 1903, död 30 september 1950, var ekonom och ledamot i den sovjetiska politbyrån och vice premiärminister. Voznesenskij var chef för planbyrån Gosplan och tänkt som Stalins efterträdare som premiärminister. Han utrensades i och med Leningradaffären 1949 och avrättades 1950. Enligt vissa uppgifter skulle han inte ha arkebuserats den 1 oktober utan senare genom alternativt frusit ihjäl på flaket på en fängelselastbil i Ural eller fått en köttkrok genom nacken
Anledningen till utrensning skulle kunna vara bland annat att Voznesenskij undanhöll rapporter att produktiviteten i landen inte uppfyllde planen (Montefiore) och att Voznesenskij företrädde en rysk-nationalistisk ideologi (Robert Service, Stalin s 536: "För honom är georgier och armenier, men även ukrainare, inga riktiga människor" - Stalin till Mikojan). Berijas fiendskap och att Voznesenskij var Andrej Zjdanovs protegé samtidigt som Zjdanov inte lyckat få bukt med Tito inom Kominform bidrog också. 